# Itasca (Teksas)
Itasca je grad u američkoj saveznoj državi Teksas. Prema popisu stanovništva iz 2010. u njemu je živjelo 1.644 stanovnika.